# Barrio Garrido (Salamanca)
El Barrio de Garrido es un barrio en la ciudad de Salamanca, España.

## Demografía
El barrio de Garrido es el mayor barrio de Salamanca tanto en extensión como en población, situándose en la parte noreste de la ciudad, y albergando el 15% del total poblacional de la ciudad de Salamanca. En 2022 contaba con una población de cerca de 40.000 habitantes, repartida entre Garrido Norte (11.623 hab.), Garrido Sur (7.546 hab.), Estación (3.159 hab.), Chinchibarra (4.928 hab.), Salesas (5.956 han.) Y Labradores (5.454 hab.).

## Límites
El barrio de Garrido tiene una estructura irregular, limita al este con el Paseo de la Estación, continua por Avenida de Portugal al sur, la Calle Fernando de Rojas al oeste hasta Plaza Madrid, Av. Alfonso IX de León, Federico Anaya, al norte con la Calle Rector Madruga, y cierra la estructura del barrio de nuevo en Calzada de Medina, continuación del Paseo de la Estación. Los barrios que limitan Garrido son, Delicias al este, Labradores al Sur, Salesas al oeste y Chinchibarra y término municipal de Villares de la Reina  al Norte. El Barrio Garrido tiene diferentes subdivisiones internas, Garrido Norte y Garrido Sur; la parte más occidental del barrio se la conoce como Garrido Sur Oeste (conocida por situarse en la calle Pizarro la Asociación de vecinos AGSO-Asociación de Vecinos Garrido Sur Oeste) mientras que la subdivisión "Estación" se conforma desde la plaza de Barcelona, la propia estación de ferrocarril y sus alrededores.

## Orígenes
Se comenzó a construir en 1877, cuando Salamanca tuvo su primera conexión ferroviaria con Medina del Campo. En dicho barrio se construyó la primera estación de tren, por lo que sus primeros habitantes fueron mayoritariamente atraídos por motivos relacionados con el ferrocarril.

## Garrido en la actualidad
Desde la construcción de un centro comercial, propiedad de El Corte Inglés en la Av, María Auxiliadora, ha tomado un papel importante en el circuito comercial de la ciudad, al que se suman los centros comerciales de la propia estación de tren (Vialia) o el Centro Comercial "Los Cipreses" (llamado así por situarse en la avenida del mismo nombre). Asimismo, cuenta con una serie de dotaciones públicas, como bibliotecas, colegios, institutos, centros de salud, piscinas climatizadas, centros comerciales y del Pabellón Multiusos Sánchez Paraíso.

## Transporte
Hasta 6 líneas de autobús urbano operan en la zona, estas son:
| Línea | Terminales                               | Frecuencia (L-V) | Frecuencia (Sáb) | Frecuencia (D) |
| ----- | ---------------------------------------- | ---------------- | ---------------- | -------------- |
| 1     | Chinchibarra - Centro - Buenos Aires     | 15 min           | 20 min           | 30 min         |
| 3     | Garrido - Centro - San José              | 10 min           | 10 min           | 20 min         |
| 6     | Garrido - Hospitales - San José          | 20 min           | 20 min           | 30 min         |
| 7     | Prosperidad - Hospital Universitario     | 20 min           | 20 min           | 30 min         |
| 11    | Los Cipreses - Hospitales - Buenos Aires | 15 min           | 20 min           | 30 min         |
| 12    | Barrio Blanco - San José - Montalvo II   | 20 min           | 20 min           | 30 min         |

El costo de dicho transporte, que conecta Garrido con el resto de la ciudad, es de 1.05€, o bien si dispones de "tarjeta bono-bus", de 0.59€